# 대한민국 민법 제258조
대한민국 민법 제249조는 혼화에 대한 민법 물권법 조문이다.

## 조문
제258조(혼화) 전조의 규정은 동산과 동산이 혼화하여 식별할 수 없는 경우에 준용한다.

第258條(混和) 前條의 規定은 動産과 動産이 混和하여 識別할 수 없는 境遇에 準用한다.

## 같이 보기
- 혼화